# لانتانا كوستاريكية
لانتانا كوستاريكية (الاسم العلمي: Lantana costaricensis) هي نوع نباتي يتبع جنس اللانتانا من فصيلة اللويزية.